# Stefan Johansson
Stefan Nils Edwin Johansson (Växjö, 8 settembre 1956) è un pilota automobilistico svedese, vincitore della 24 ore di Le Mans nel 1997 e noto per aver partecipato a 79 Gran Premi di Formula 1.
Nel corso della sua carriera si è imposto anche nel campionato di Formula 3 britannica nel 1980. Pur essendo un pilota costante, aveva i suoi principali limiti in qualifica e sul giro singolo. Nella massima serie automobilistica ha corso per varie scuderie, raggiungendo i suoi migliori risultati in Ferrari e McLaren. In gara non è mai andato oltre il 2º posto, ottenuto in quattro occasioni, e ha mantenuto per anni il poco invidiabile record di piazzamenti a podio (12) senza alcuna vittoria, venendo superato da Nick Heidfeld nel 2011.
Oltre che in Formula 1 ha gareggiato anche nella CART, vincendo il titolo di Rookie of the year nel 1992, e negli Sportprototipo, in cui ha ottenuto vari successi.

## Biografia
Johansson nasce a Växjö l'8 settembre 1956. Il padre Roland riparava auto e nei fine settimana gareggiava a livello amatoriale, mentre la madre faceva la sarta. Nel paese natale visse un'infanzia felice e, oltre al karting, praticava l'hockey, arrivando a giocare fino alla seconda serie svedese, e il calcio.
È sposato con Gabriela, e ha tre figli: Stefan Jr., Clara e Kelly. Persona eclettica, da quando ha terminato la sua attività di pilota si è dedicato alla produzione di orologi di lusso, disegnati da lui personalmente, e alla pittura. In quest'ultimo caso, a detta del pilota, l'evento che lo portò ad avvicinarsi all'arte fu la morte dell'amico Elio De Angelis. Oltre che con il romano, era in ottimi rapporti anche con Michele Alboreto e Stefan Bellof.

## Carriera

### Gli inizi
Johansson cominciò a guidare il kart già dall'età di 8 anni, spronato dal padre, che era pilota dilettante e appassionato di automobilismo. A 12 anni, età minima in cui era consentita l'iscrizione ai campionati, cominciò a prendere parte alle gare di karting, partecipando a tali competizioni per sette stagioni. Dopo aver più volte sfiorato il titolo di campione svedese, nel 1973 si laureò campione scandinavo e lo stesso anno giunse sesto nel campionato mondiale di karting.
Nel 1975 passò dunque alla Formula Ford, categoria in cui rimase solo un anno, visto che nel 1976 fece il suo debutto in Formula 3 a bordo di una Modus partecipando sporadicamente a qualche evento e, nel frattempo corse in un campionato non ufficiale in Svezia, dove colse cinque vittorie. L'anno seguente colse la sua prima vittoria sul Circuito di Anderstorp e ottenne un promettente quarto posto a Monaco.

### La vittoria in F3 inglese e la Formula 2
Nel 1978 si trasferì quindi in Gran Bretagna, ormai deciso a continuare la carriera nell'automobilismo professionistico. Grazie anche all'aiuto di due giornalisti sportivi con cui condivideva casa, riuscì a procurarsi un ingaggio per il 1979 con il team di Derek MacMahon in F3 inglese. La prima metà della stagione fu però molto deludente, soprattutto a causa di un telaio Chevron B47. Non appena la squadra passò ai March ottenne il primo successo a Silverstone e concluse quarto in classifica. Venne poi assunto da Ron Dennis dopo la fugace apparizione con la Shadow in Formula 1, ma ancora una volta l'inizio di campionato non fu positivo: il nuovo telaio March 803 non si dimostrò all'altezza delle aspettative e la squadra passò quindi ai Ralt. Nelle ultime quattro gare Johansson realizzò quattro hat tricks e si laureò campione di F3 inglese.
Il successo ottenuto gli aprì le porte della Formula 2 e venne assunto da Alan Docking. Durante l'anno ottenne due vittorie, tra cui una all'Hockenheimring, ritenuta tra le sue migliori prestazioni, dopo una lunga rimonta conclusasi all'ultimo giro con un difficile sorpasso ai danni del leader della corsa Manfred Winkelhock. A fine anno risultò quarto in classifica e, insieme a Thierry Boutsen, venne assunto dalla Spirit per disputare la stagione successiva. La squadra inglese era motorizzata dalla Honda, la quale aveva l'ambizione di rientrare a breve nella massima serie. L'annata per Johansson non fu particolarmente brillante: pur avendo ottenuto il maggior numero di pole position (al pari del compagno di squadra), raramente riuscì a concludere la gara e il suo miglior risultato fu un terzo posto, perdendo nettamente il confronto con Boutsen. Nell'inverno entrambi furono comunque impegnati a testare il prototipo per il debutto in Formula 1 previsto per il 1983, ma solo lo svedese venne confermato per disputare il campionato di massima serie.

### Formula 1

#### Esordio in Shadow (1980)
Nel 1980 ebbe per la prima volta in carriera la possibilità di saggiare la massima serie. La Shadow, a pochi giorni dall'inizio del mondiale, lo contattò offrendogli il secondo sedile (che pareva inizialmente destinato a Beppe Gabbiani) se in cambio fosse riuscito a portare qualche sponsor. In pochi giorni Johansson riuscì ad avere il sostegno della AGA AB, azienda petrolifera svedese, e di alcune aziende argentine. Riuscì quindi a garantirsi la possibilità di correre le prime due gare stagionali.
L'esordio in Argentina, però, non fu fortunato e nonostante i costanti miglioramenti nelle due giornate di prove non fu in grado di qualificarsi. La Shadow DN11, infatti, non era un'auto competitiva ed era piuttosto difficile da guidare e la pista non era in buone condizioni. Stessa sorte gli toccò in Brasile, dopodiché torno a dedicarsi alla F3 inglese.

#### Ritorno in Spirit e affermazione in Toleman (1983-1984)

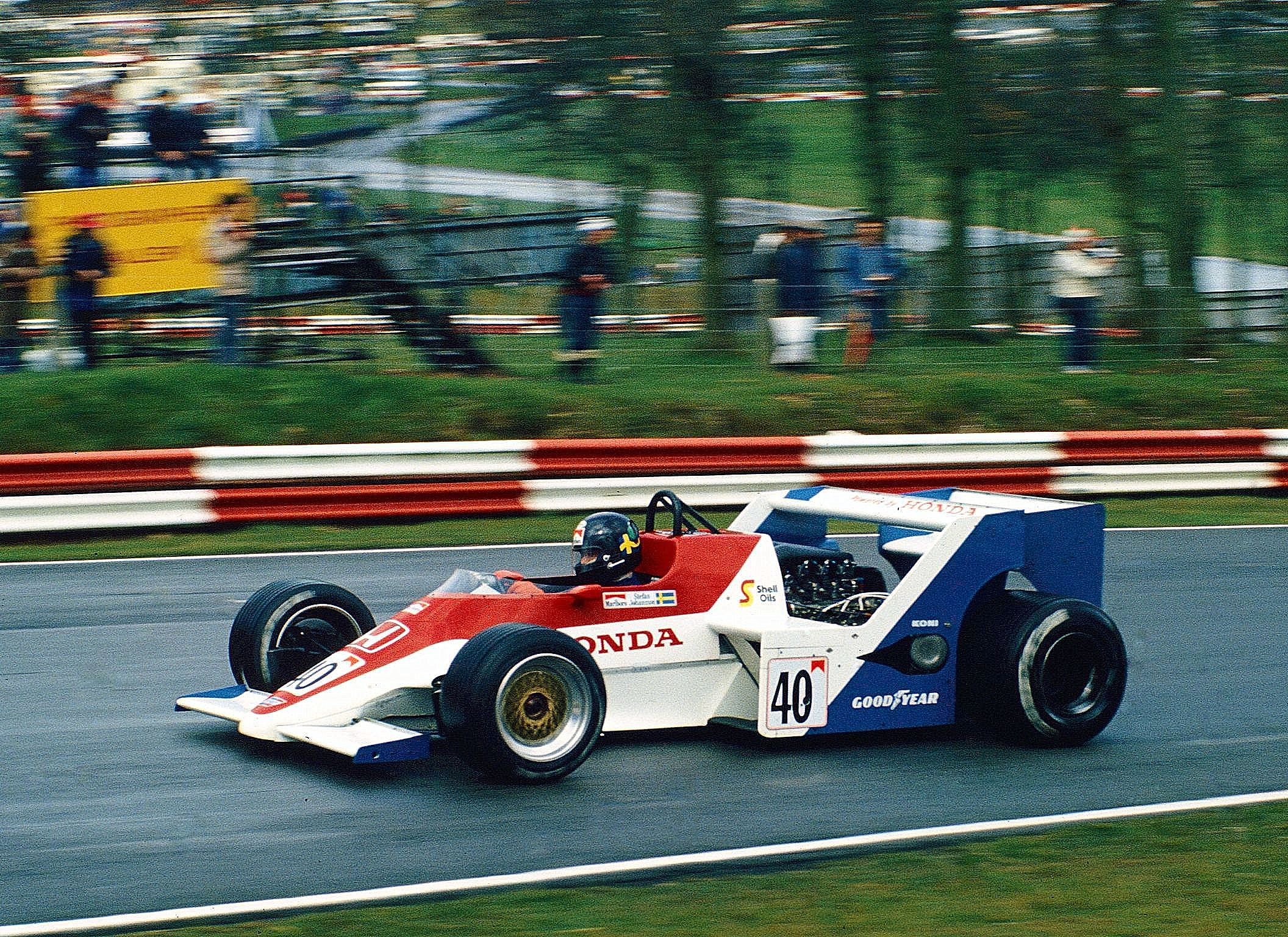
Johansson, alla guida della sua Spirit, durante la Race of Champions 1983, conclusa con un ritiro

Il ritorno di Johansson in Formula 1 avvenne nel 1983 alla guida della modesta Spirit, il cui telaio era riadattato da una vettura di Formula 2. Il debutto avvenne alla Race of Champions e, nel primo turno di prove, su pista bagnata, la vettura sembrò dare segnali confortanti. Erano però notevoli i problemi di affidabilità, tanto che nei due giorni successivi cedettero tre motori. Le difficoltà continuarono anche nelle gare ufficiali: nonostante Johansson riuscisse regolarmente a qualificarsi a metà griglia, in gara faticava a giungere alla fine e il suo miglior risultato fu un settimo posto al Gran Premio d'Olanda. A fine anno, poi, la Spirit perse la fornitura della Honda, che decise di dirottare i suoi motori alla Williams e Johansson non venne confermato, ritrovandosi senza un volante.
Senza proposte concrete in Formula 1, lo svedese si divise tra Formula Nippon e sportprototipo, fino a quando Ken Tyrrell non lo chiamò per sostituire l'infortunato Martin Brundle. Con il team manager inglese sviluppò subito un buon rapporto e anni dopo affermò che diede un grande contributo alla sua carriera. Dopo quattro gare, in cui i risultati ottenuti gli vennero comunque annullati per la vicenda delle palline di piombo nei serbatoi per far rientrare la vettura nei limiti regolamentari di peso, fu contattato dalla Toleman, che cercava un sostituto per Johnny Cecotto, infortunatosi durante le prove del Gran Premio di Gran Bretagna. L'esordio con la nuova scuderia avvenne a Monza; nonostante una qualifica deludente, in gara riuscì a recuperare fino al quarto posto, nonostante un problema al cuscinetto di una ruota. La sua rimonta non passò comunque inosservata e attirò le attenzioni di vari team manager, tra cui Enzo Ferrari. Le sue prestazioni si mantennero su un buon livello fino al termine del campionato: all'Estoril era in sesta posizione, fino a quando un contatto con Niki Lauda non gli fece perdere l'alettone, facendolo precipitare in classifica e costringendolo ad una lunga rimonta che lo portò a marcare il terzo giro più veloce in gara. Chiuse comunque l'anno con tre punti ottenuti e un contratto rinnovato anche per l'anno seguente.

#### Gli anni in Ferrari e McLaren
1985

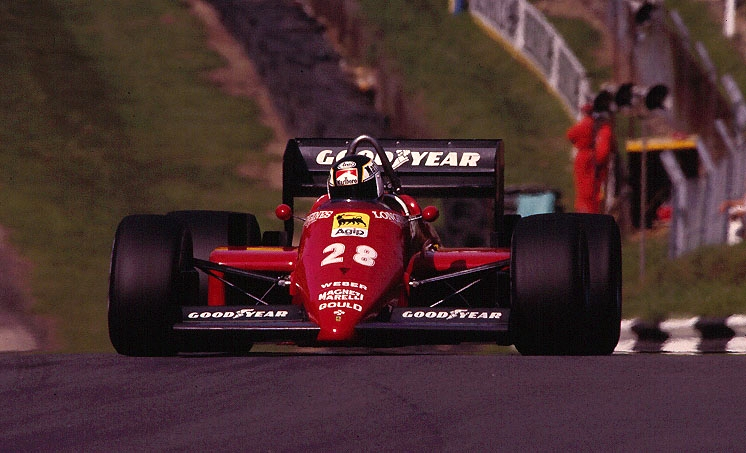
Johansson al Gran Premio di Gran Bretagna 1985

La stagione 1985, però, iniziò nell'incertezza per Johansson: la Toleman, persa la fornitura di pneumatici Michelin, non era riuscita a procurarsene un'altra e lasciò i propri piloti liberi dal contratto. Lo svedese riuscì ad accordarsi con la Tyrrell per disputare il primo Gran Premio stagionale, concluso poi in settima posizione, ma il rientro di Stefan Bellof, che aveva risolto le vertenze contrattuali con il patron scozzese, lo pose fuori squadra e senza alcuna prospettiva per la stagione.
Una settimana dopo, però, venne contattato da Marco Piccinini della Ferrari per sostituire René Arnoux, licenziato dalla casa italiana per motivazioni mai chiarite. Dopo un ottavo posto in Portogallo, al Gran Premio di San Marino riuscì a rimontare dalla quindicesima posizione fino a portarsi alla testa della corsa. A tre giri dalla fine, però, fu costretto a ritirarsi in quanto rimase senza benzina, anche a causa di un'errata gestione della strategia. L'episodio gli attirò comunque grande simpatia sia da parte dei tifosi, che dei giornalisti, che lo paragonarono a Gilles Villeneuve. La squalifica di Prost gli permise comunque di ottenere il primo punto dell'anno. In Canada, poi, arrivò secondo dietro all'altro ferrarista Alboreto, risultato che replicò anche al successivo appuntamento mondiale, dopo che il compagno di squadra gli aveva dato strada in quanto lo svedese era più veloce, e nonostante fosse afflitto da problemi ai freni. Dopo questa gara si rese protagonista di un'altra rimonta che lo portò a raggiungere il quarto posto in Francia, ma non riuscì più a salire sul podio. A settembre gli venne quindi rinnovato il contratto per l'anno seguente, scacciando le voci di un probabile arrivo di De Cesaris o di De Angelis. A questo punto della stagione, però, la Ferrari decise di introdurre un nuovo motore che causò una netta perdita dell'affidabilità. Quest'ultimo presentava problemi di surriscaldamento dovuti a un inadeguato impianto di recupero dell'olio e cominciarono a sorgere problemi alle turbine. A fine stagione rischiò anche di non partecipare al Gran Premio del Sudafrica per la protesta delle varie federazioni sportive nazionali contro l'apartheid, ma alla fine riuscì a prendervi parte concludendo quarto. A causa del calo di prestazioni della vettura concluse settimo la stagione con ventisei punti ottenuti.
1986

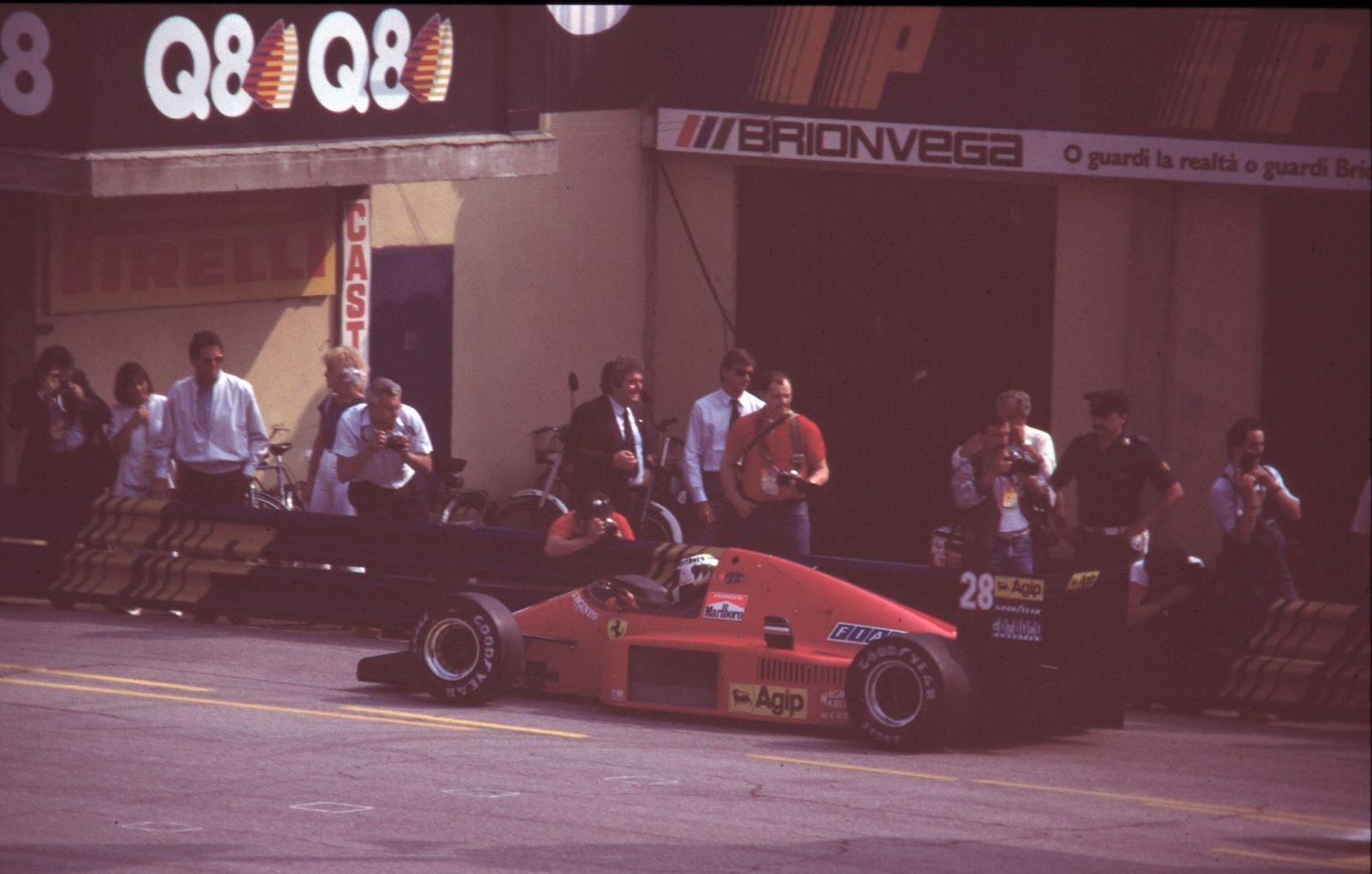
Johansson fotografato durante il Gran Premio d'Italia 1986

Per 1986 la Ferrari dichiarò di non poter lottare per il titolo e per questo Johansson si ritrovò nelle condizioni di poter combattere ad armi pari con il compagno di squadra, in quanto non era più considerato secondo pilota. A detta dei piloti, la nuova F1-86, aveva sì un'elevata velocità di punta, ma mancava totalmente di grip aerodinamico in entrata e in uscita di curva, ragion per cui risultava molto difficile da guidare. Inoltre i test invernali vennero eseguiti con la vettura dell'anno precedente e sia Johansson che Alboreto furono lontani dai tempi ottenuti da Williams e McLaren. Si arrivò dunque all'esordio della stagione con una monoposto che aveva effettuato solo pochi collaudi a Fiorano.
Tutte le difficoltà nella conduzione della vettura si manifestarono già dai primi Gran Premi, con Johansson in grande difficoltà sia in Brasile che in Spagna, tra l'altro entrambi conclusi con un ritiro analogo per problemi ai freni; nell'appuntamento in terra iberica lo svedese ebbe anche diversi guasti durante le prove che gli impedirono di svolgere il lavoro programmato dal team. I problemi all'impianto frenante continuarono a manifestarsi anche nel successivo Imola, in cui, nonostante tutto, Johansson conquistò i primi punti della stagione giungendo quarto. Ottenne il primo podio al Gran Premio del Belgio, giungendo terzo. Nelle successive corse non riuscì più a raggiungere la zona punti e solo a partire dal Gran Premio d'Ungheria riuscì a tornare in zona punti, conquistando altri tre podi. Ottenne comunque il miglior risultato in carriera in classifica piloti: 5º.
1987
Appiedato dalla Ferrari, nel 1987 Johansson passò alla McLaren, anche grazie all'appoggio della Marlboro, firmando un contratto annuale; per il 1988 era infatti previsto l'ingaggio di Senna e lo svedese non sarebbe stato in ogni caso confermato. La nuova MP4/3, però, era una monoposto piuttosto nervosa e meno competitiva della Williams FW11B, ragion per cui la lotta per il titolo si restrinse di fatto ai soli piloti della scuderia di Didcot.
L'inizio della stagione fu comunque positivo: nelle prime tre gare salì due volte sul podio, realizzando al Gran Premio del Belgio una doppietta con il compagno di squadra Alain Prost, e a Imola chiuse quarto, anche se rimase parecchio deluso dal risultato perché un problema all'alettone lo costrinse ad una sosta supplementare senza la quale avrebbe potuto lottare per la vittoria. Dopo questa serie di risultati incappò però in una serie negativa, dovuta sia a circuiti che mal si adattavano alla monoposto, come Dallas, che a guasti meccanici e a prestazioni incolori del pilota. Tornò sul podio con un secondo posto al Gran Premio di Germania, dove fu costretto a compiere l'ultimo giro su tre ruote per lo scoppio di uno pneumatico, e giunse terzo in altre due occasioni, chiudendo la stagione sesto, con trenta punti. Al Gran Premio d'Austria fu anche protagonista di un singolare incidente, quando investì un cervo a 240 km/h durante le prove libere, rompendosi una costola. Nonostante l'infortunio partecipò comunque alla gara, terminando settimo.

#### Gli ultimi anni (1988-1991)
1988
Quello fu l'ultimo anno nelle posizioni alte della classifica, infatti l'anno dopo lo svedese, con poche prospettive, decise di rompere il contratto di sponsorizzazione con la Marlboro per passare alla Gitanes e, così facendo, stipulò un accordo con Ligier, anche perché era l'unico team di un certo prestigio in grado di offrirgli un sedile. La stagione si rivelò però un calvario, sia per Johansson che per il suo compagno di squadra Arnoux. La nuova JS31, pur avendo una discreta velocità di punta, soffriva infatti di una certa mancanza di rigidità torsionale, ragion per cui il comportamento in curva spesso risultava imprevedibile e la vettura stessa era difficile da governare. Inoltre lo stesso Tetu, progettista della squadra, commise diversi errori nell'elaborazione della monoposto.
A farne le spese maggiormente furono i piloti, tanto che nessuno dei due colse punti e Johansson fallì per sei volte la qualificazione. A fine anno lo svedese decise di abbandonare il team, accordandosi con la debuttante Onyx e con il suo vecchio sponsor Marlboro.
1989
Per il 1989 si accordò con la Onyx, team fondato da Mike Earle, a lui già noto dai tempi della Formula 2, che tentava il salto nella massima serie grazie ai finanziamenti del finanziere belga Van Rossem. Essendo una nuova squadra entrambi i piloti dovevano affrontare il turno mattutino di prequalifiche, che spesso si rivelò arduo da superare in quanto la vettura era stata completata in poco tempo e non aveva eseguito molti collaudi in pista. Lentamente, però, i risultati cominciarono a migliorare e Johansson riuscì a qualificarsi per la prima volta al Gran Premio del Messico. Poche settimane più tardi, in Francia, ottenne i primi punti con un quinto posto e si migliorò ulteriormente in Portogallo, dove, con una strategia azzardata che non prevedeva il cambio gomme, riuscì a portare la sua vettura fino alla terza posizione, salendo sul podio per l'ultima volta in carriera. La situazione interna alla squadra, però, stava peggiorando, vista la perdita di interesse di Van Rossem e l'abbandono di Earle e Alan Jenkins.
1990
Quando poi Van Rossem non riuscì a concludere un accordo con Honda e Porsche per la fornitura di motori decise di vendere il team a Peter Monteverdi e a Karl Foitek, padre del pilota Gregor. La stagione iniziò quindi con diverse difficoltà e Johansson non riuscì a qualificare la vettura nei primi due Gran Premi. Dopodiché venne contattato da Monteverdi, intenzionato a confermarlo solo se avesse accettato di correre gratis; di fronte ai dubbi del pilota svedese decise di licenziarlo e sostituirlo con Foitek.
1991
Il 1991 fu la sua ultima stagione in Formula 1. Divenne tester della McLaren e al contempo accettò un contratto con la AGS per disputare i primi due Gran Premi della stagione. Senza alcun test alle spalle e con una vettura scarsamente competitiva non riuscì mai a qualificarsi.
Al Gran Premio del Canada venne poi chiamato dalla Footwork per sostituire l'infortunato Alex Caffi, ma nuovamente si ritrovò tra le mani una monoposto deludente e delle quattro gare disputate, solo in una riuscì a superare il turno di qualifiche. A quel punto decise il ritiro dalla massima serie per passare alle corse americane.

#### Risultati completi in Formula 1
| 1980 | Scuderia | Vettura |    |    |  |  |  |  |  |  |  |  |  |  |  |  |  |  |  | Punti | Pos. |
| ---- | -------- | ------- | -- | -- |  |  |  |  |  |  |  |  |  |  |  |  |  |  |  | ----- | ---- |
| 1980 | Shadow   | DN11    | NQ | NQ |  |  |  |  |  |  |  |  |  |  |  |  |  |  |  | 0     |      |

| 1983 | Scuderia | Vettura |  |  |  |  |  |  |  |  |     |     |    |   |     |    |  |  |  | Punti | Pos. |
| ---- | -------- | ------- |  |  |  |  |  |  |  |  | --- | --- | -- | - | --- | -- |  |  |  | ----- | ---- |
| 1983 | Spirit   | 201     |  |  |  |  |  |  |  |  | Rit | Rit | 12 | 7 | Rit | 14 |  |  |  | 0     |      |

| 1984 | Scuderia        | Vettura   |  |  |  |  |  |  |  |  |  |    |    |    |    |   |     |    |  | Punti | Pos. |
| ---- | --------------- | --------- |  |  |  |  |  |  |  |  |  | -- | -- | -- | -- | - | --- | -- |  | ----- | ---- |
| 1984 | Tyrrell Toleman | 012 TG184 |  |  |  |  |  |  |  |  |  | SQ | SQ | NQ | SQ | 4 | Rit | 11 |  | 3     | 17º  |

| 1985 | Scuderia        | Vettura    |   |   |   |     |   |   |   |     |   |   |     |   |     |     |   |   |  | Punti | Pos. |
| ---- | --------------- | ---------- | - | - | - | --- | - | - | - | --- | - | - | --- | - | --- | --- | - | - |  | ----- | ---- |
| 1985 | Tyrrell Ferrari | 012 156-85 | 7 | 8 | 6 | Rit | 2 | 2 | 4 | Rit | 9 | 4 | Rit | 5 | Rit | Rit | 4 | 5 |  | 26    | 7º   |

| 1986 | Scuderia | Vettura |     |     |   |    |   |     |     |     |     |    |   |   |   |   |    |   |  | Punti | Pos. |
| ---- | -------- | ------- | --- | --- | - | -- | - | --- | --- | --- | --- | -- | - | - | - | - | -- | - |  | ----- | ---- |
| 1986 | Ferrari  | F1-86   | Rit | Rit | 4 | 10 | 3 | Rit | Rit | Rit | Rit | 11 | 4 | 3 | 3 | 6 | 12 | 3 |  | 23    | 5º   |

| 1987 | Scuderia | Vettura |   |   |   |     |   |   |     |   |     |   |   |   |   |     |   |     |  | Punti | Pos. |
| ---- | -------- | ------- | - | - | - | --- | - | - | --- | - | --- | - | - | - | - | --- | - | --- |  | ----- | ---- |
| 1987 | McLaren  | MP4/3   | 3 | 4 | 2 | Rit | 7 | 8 | Rit | 2 | Rit | 7 | 6 | 5 | 3 | Rit | 3 | Rit |  | 30    | 6º   |

| 1988 | Scuderia | Vettura |   |    |     |    |     |     |    |    |    |     |    |    |     |     |    |   |  | Punti | Pos. |
| ---- | -------- | ------- | - | -- | --- | -- | --- | --- | -- | -- | -- | --- | -- | -- | --- | --- | -- | - |  | ----- | ---- |
| 1988 | Ligier   | JS31    | 9 | NQ | Rit | 10 | Rit | Rit | NQ | NQ | NQ | Rit | 11 | NQ | Rit | Rit | NQ | 9 |  | 0     |      |

| 1989 | Scuderia | Vettura |     |     |     |     |     |    |   |     |     |     |   |     |   |     |     |     |  | Punti | Pos. |
| ---- | -------- | ------- | --- | --- | --- | --- | --- | -- | - | --- | --- | --- | - | --- | - | --- | --- | --- |  | ----- | ---- |
| 1989 | Onyx     | ORE-1   | NPQ | NPQ | NPQ | Rit | Rit | SQ | 5 | NPQ | Rit | Rit | 8 | NPQ | 3 | NPQ | NPQ | NPQ |  | 6     | 12º  |

| 1990 | Scuderia | Vettura |    |    |  |  |  |  |  |  |  |  |  |  |  |  |  |  |  | Punti | Pos. |
| ---- | -------- | ------- | -- | -- |  |  |  |  |  |  |  |  |  |  |  |  |  |  |  | ----- | ---- |
| 1990 | Onyx     | ORE-1   | NQ | NQ |  |  |  |  |  |  |  |  |  |  |  |  |  |  |  | 0     |      |

| 1991 | Scuderia     | Vettura   |    |    |  |  |     |    |    |    |  |  |  |  |  |  |  |  |  | Punti | Pos. |
| ---- | ------------ | --------- | -- | -- |  |  | --- | -- | -- | -- |  |  |  |  |  |  |  |  |  | ----- | ---- |
| 1991 | AGS Footwork | JH25 FA12 | NQ | NQ |  |  | Rit | NQ | NQ | NQ |  |  |  |  |  |  |  |  |  | 0     |      |

| Legenda | 1º posto     | 2º posto | 3º posto    | A punti         | Senza punti/Non class.  | Grassetto – Pole position Corsivo – Giro più veloce |
| Legenda | Squalificato | Ritirato | Non partito | Non qualificato | Solo prove/Terzo pilota | Grassetto – Pole position Corsivo – Giro più veloce |

### CART
Per il 1992 Johansson riuscì ad accordarsi con Tony Bettenhausen, proprietario di una scuderia nel campionato americano CART. Il suo debutto avvenne a Detroit con un terzo posto. Durante l'anno riuscì a eguagliare il suo risultato un'altra volta e vinse il titolo di Rookie of the years.
L'incidente avuto con Jeff Krosnoff, che portò alla morte di quest'ultimo nel 1996, portò Johansson a meditare il ritiro dalle corse e ad abbandonare le gare in America.

### Sportprototipo

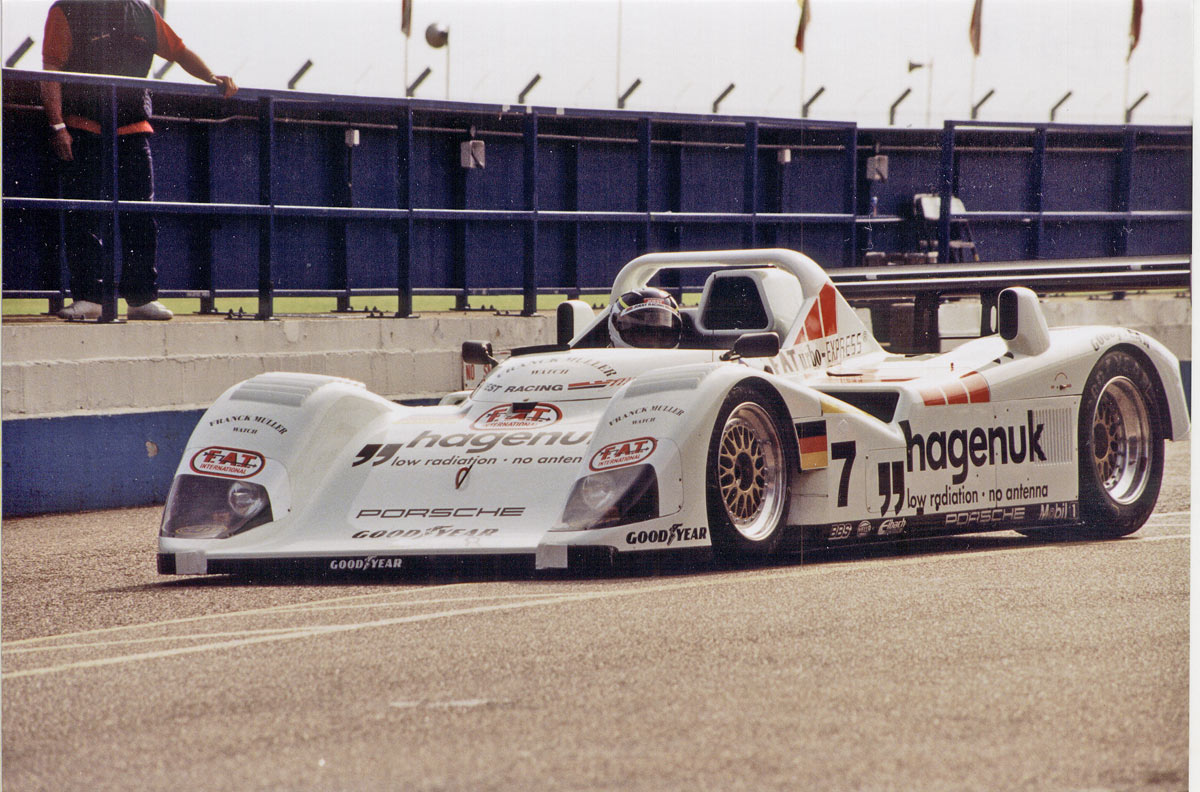
Johansson impegnato alla 2 Ore di Donington del 1997

Johansson fece le sue prime esperienze nelle gare di sportprototipo già all'inizio degli anni ottanta, quando corse la 24 Ore di Le Mans nel 1983. Lo stesso anno si impose anche alla 6 Ore del Mugello. Trovatosi senza un volante in Formula 1, nel 1984 divise la sua stagione tra gare endurance e Formula Nippon. Nel primo caso firmò un contratto con il team Joest Racing per disputare le gare europee, mentre in America si impose alla 12 Ore di Sebring guidando per la squadra di Mauricio de Narváez. In tutto l'anno disputò ben 36 fine settimana di gara.
Negli anni seguenti si dedicò solo occasionalmente alle gare di questa categoria, vincendo comunque la 1000 km di Spa nel 1988 in coppia con Mauro Baldi.
L'inizio degli anni novanta coincise con un maggiore impegno dello svedese nelle corse di sportprototipo, che alternava con le altre categorie. Dopo l'abbandono delle corse americane, nel 1997 fu in grado di imporsi sia alla 12 Ore di Sebring che alla 24 Ore di Le Mans, in coppia con l'ex compagno di squadra alla Ferrari Michele Alboreto e con Tom Kristensen. Negli anni seguenti partecipò solo occasionalmente alla classica francese e a poche altre corse.